# نشواني

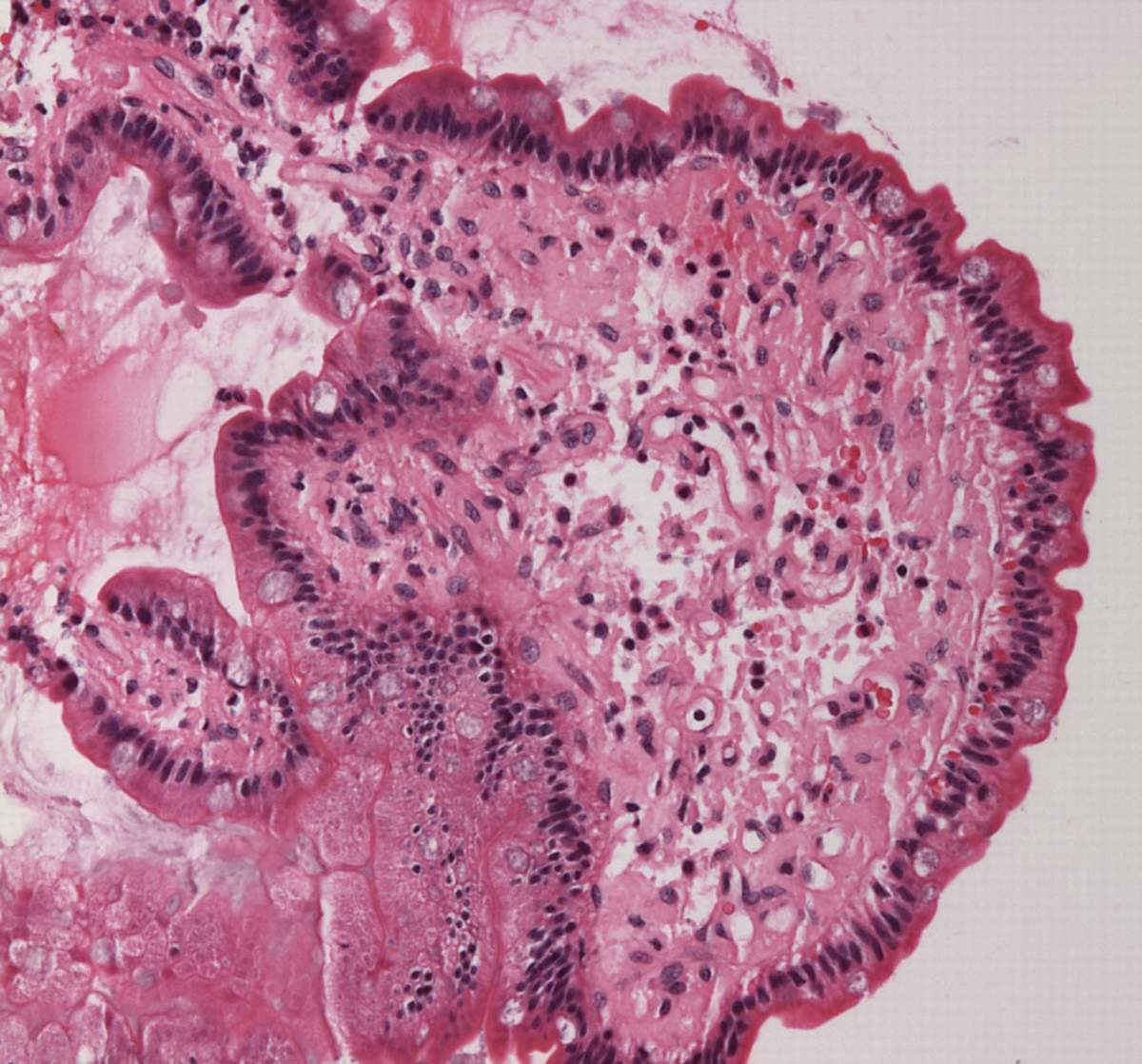

النشوانيات هي تجمعات من البروتينات التي تتميز بمورفولوجيا ليفية يبلغ قطرها 7-13 نانومتر، وببنية ثانية من صحيفة بيتا، بالإضافة إلى إمكانية صبغها عبر صبغات محددة، مثل أحمر الكونغو. في جسم الإنسان، ارتبطت النشوانيات بتطور الأمراض المختلفة. تتشكل النشوانيات الممرضة عندما تفقد البروتينات السليمة سابقًا بنيتها الطبيعية ووظائفها الفيزيولوجية (سوء طي) فتشكل رواسب ليفية في لويحات حول الخلايا، ما يمكن أن يعطل الوظيفة الصحية للأنسجة والأعضاء.
ارتبطت مثل هذه النشويات (بعلاقة ليست سببية بالضرورة) مع أكثر من 50 مرض لدى البشر، تُعرف بالداء النشواني، وقد تلعب دورًا مهمًا في بعض اضطرابات التنكس العصبي. تُعد بعض هذه الاضطرابات فرديةً بشكل أساسي مع وجود بعض الحالات الوراثية. بينما يكون بعضها الآخر وراثيًا فقط. بالإضافة إلى أن بعضها علاجي المنشأ ناتج عن العلاج الطبي. أحد بروتينات النشواني معدية وتُدعى البريون، إذ يمكن له أن يعمل كقالب يحول البروتينات الأخرى غير المعدية إلى شكل معدي. قد تحتوي النشوانيات أيضًا على وظائف بيولوجية طبيعية؛ على سبيل المثال، في تشكيل الهدب لدى بعض الأجناس البكتيرية، وفي نقل صفات التخلق المتوالي لدى الفطريات، بالإضافة إلى ترسيب الصباغ وتحرير الهرمونات لدى الإنسان.
تنشأ النشوانيات من العديد من البروتينات المختلفة. تشكل سلاسل عديد الببتيد عمومًا بنى من صفائح بيتا التي تتجمع في ألياف طويلة؛ ومع ذلك، يمكن طي عديدات الببتيد المتطابقة إلى عدة تطابقات نشوانية متميزة. يؤدي تنوع التطابقات إلى أشكال مختلفة من أمراض البريون.

## سمية النشواني
الأسباب التي تجعل النشواني مسببًا للأمراض غير واضحة. في بعض الحالات، تسبب الرواسب خللًا فيزيائيًا في بناء النسيج، ما يشير إلى حدوث خلل وظيفي عن طريق بعض العمليات المجمعة. يشير الإجماع الناتج إلى وجود وسيطات قبل ليفية، عوضًا عن الألياف النشوانية الناضجة، في حالات موت الخلايا، على وجه الخصوص في الأمراض العصبية التنكسية. ومع ذلك، من غير المرجح أن تكون الألياف عديمة الضرر، إذ أنها تحافظ على نشاط شبكة الاستتباب البروتيني، وتحرر الأوليغومرات، وتشارك في تشكيل الأوليغومرات السامة من خلال التنوي الثانوي، وتنمو بشكل غير نهائي لتنتشر من ناحية إلى أخرى، وفي بعض الحالات، قد تكون سامةً بنفسها.
لوحظ حدوث سوء انتظام الكالسيوم في مراحل مبكرة في الخلايا المعرضة لأوليغومرات البروتين. يمكن أن تشكل هذه التجمعات الصغيرة قنوات أيونية عبر الاغشية الثنائية الشحمية وتنشط مستقبلات «إن إم دي إيه» و«إيه إم بّي إيه». افتُرض أن تشكل القناة عائد إلى تعويض سوء انتظام الكالسيوم والخلل الوظيفي الميتوكوندري عن طريق السماح بتسرب الأيونات العشوائي عبر أغشية الخلايا. أظهرت الدراسات أن ترسيب النشواني مرتبط بالخلل الوظيفي الميتوكوندري وما ينتج عنه من أنواع الأكسجين التفاعلية (آر أو إس)، إذ باستطاعتها بدء مسار للإشارة يؤدي إلى الاستماتة. تشير بعض التقارير إلى أن بولميرات النشواني (كالموجودة لدى هنتنغتون، ومرتبطة بمرض هنتنغتون) تحفز بلمرة البروتينات النشوانية الأساسية، التي تضر بالخلايا. أيضًا، يمكن عزل شركاء تفاعل هذه البروتينات الأساسية.
من المحتمل أن تلعب جميع آليات السمية هذه دورًا ما. في الحقيقة، يولّد تجمع البروتين عدة تجمعات متنوعة، إذ من المرجح أن تكون سامةً إلى حد ما. أمكن تحديد مجموعة واسعة من الاختلالات الكيميائية الحيوية والفيسيولوجية والخلوية بعد تعريض الخلايا والحيوانات لمثل هذه الأنواع، بصرف النظر عن هويتها. ظهر أن الأوليغومرات تتفاعل مع مجموعة متنوعة من الأهداف الجزيئية. بالتالي، من غير المرجح وجود آلية فريدة للسمية أو سلسلة فريدة من الأحداث الخلوية. تسبب طبيعة تجمعات البروتين سيئة الطي العديد من التفاعلات الشاذة مع العديد من المكونات الخلوية، بما في ذلك الأغشية، ومستقبلات البروتين، والبروتينات الذوابة، والرنا، والمستقبلات الصغيرة، إلخ.

## التلوين النسيجي
في الحالة السريرية، يمكن تحديد الأمراض النشوانية نموذجيًا عن طريق تغيير الخصائص الطيفية للأصبغة العطرية المستوية مثل ثيوفلافين «تي» أو أحمر الكونغو أو «إن آي إيه دي-4». بشكل عام، يُعزى هذا إلى التغير البيئي، إذ تُقحم هذه الأصبغة بين حزم بيتا فتحيط ببنيتها.
تبقى إيجابية أحمر الكونغو المعيار الذهبي في تشخيص الداء النشواني. بشكل عام، ينتج عن ربط أحمر الكونغو مع اللويحات النشوانية بشكل نموذجي انكسار مزدوج يتلون بالأخضر التفاحي عندما يُشاهد تحت ضوء متقاطعي الاستقطاب. في الآونة الأخيرة، استُثمرت الزيادة المعتبرة في نتاج فلورة «إن آي إيه دي-4» الكمي بهدف تصوير اللييفات النشوانية والأوليغومرات التألقي فائق الدقة. من أجل تجنب التلوين غير المحدد، تُستخدم ملونات نسيجية أخرى، مثل صبغة الهيماتوكسيلين واليوزين، يهدف هذا إلى كبح نشاط الأصبغة في الأماكن الأخرى مثل النواة، حيث يمكن أن تترك الصبغة أثرًا. سهلت تقنية الأجسام المضادة الحديثة والكيمياء النسيجية المناعية التلوين النسيجي المحدد، لكن غالبًا ما يسبب هذا بعض المشاكل إذ يمكن للحواتم أن تُحجب في الطية النشوانية؛ بشكل عام، تختلف صيغة البروتين النشواني عن تلك التي يستطيع الجسم المضاد التعرف عليها.